# Lygropia yerburyi
Lygropia yerburyi là một loài bướm đêm trong họ Crambidae.